# Ежозеро
Ежозеро — пресноводное озеро на территории Анхимовского сельского поселения Вытегорского района Вологодской области.

## Физико-географическая характеристика
Площадь озера — 2,2 км², площадь водосборного бассейна — 9,88 км². Располагается на высоте 207,8 метров над уровнем моря.
Форма озера продолговатая: оно почти на четыре километра вытянуто с северо-запада на юго-восток. Берега изрезанные, каменисто-песчаные, местами заболоченные.
Из залива на западной стороне озера берёт начало Ежрека, приток Кимреки. Последняя впадает в реку Мегру, впадающую, в свою очередь, в Онежское озеро.
В озере около десятка безымянных островов различной площади, рассредоточенных по всей площади водоёма.
На северо-восточном берегу расположены деревни Стансельга и Ежезерский Погост, через которые проходит дорога местного значения.
Код объекта в государственном водном реестре — 01040100611102000020100.